# Xiangtang (köpinghuvudort i Kina, Jiangxi Sheng, lat 28,43, long 115,96)
Xiangtang är en köpinghuvudort i Kina. Den ligger i provinsen Jiangxi, i den sydöstra delen av landet, omkring 30 kilometer söder om provinshuvudstaden Nanchang. Antalet invånare är 130 542. Befolkningen består av 65 622 kvinnor och 64 920 män. Barn under 15 år utgör 16,0 %, vuxna 15-64 år 75 %, och äldre över 65 år 8,0 %.
Runt Xiangtang är det tätbefolkat, med 427 invånare per kvadratkilometer. Xiangtang är det största samhället i trakten. Trakten runt Xiangtang består till största delen av jordbruksmark.
Genomsnittlig årsnederbörd är 2 304 millimeter. Den regnigaste månaden är juni, med i genomsnitt 441 mm nederbörd, och den torraste är oktober, med 23 mm nederbörd.